# Raspberry Pi OS
Raspbian é uma  variante do Debian baseada no ARM hard-float, sendo um porte da arquitetura Wheezy, otimizada para o conjunto de instruções ARMv6 do hardware do Raspberry Pi.
Raspbian é uma palavra-valise ou siglonimização , composição de Raspberry Pi e Debian.
Esta distribuição Linux oferece mais de 35.000 pacotes .deb, que estão pré-compilados para serem facilmente instalados no computador Raspberry Pi.
Seus pacotes são especificamente configurados para desempenho otimizado no hardware ARM11 do Raspberry Pi.
Raspbian basicamente contém o ambiente de desktop LXDE, o gerenciador de janelas OpenBox, o navegador Midori, ferramentas para desenvolvimento de software e código fonte de exemplo de funções multimídia. Raspbian é projeto de um pequeno e dedicado grupo de desenvolvedores, e não é ligado à Raspberry Pi Foundation ou ao projeto Debian.